# Benjamin Morel (universitaire)
Pour les articles homonymes, voir Morel et Benjamin Morel.
Benjamin Morel, né le 31 mars 1988 à Clermont-Ferrand, est un universitaire, maître de conférences en droit public à l’université Paris-Panthéon-Assas,. Il est diplômé d'un doctorat de sciences politiques à l'École normale supérieure Paris-Saclay. Sa thèse portait sur le Sénat.

## Biographie
Benjamin Morel est originaire d'un milieu modeste de Clermont-Ferrand. Il y a été élevé, avec son frère, par une mère célibataire ayant accumulé les petits boulots avant d’être titularisée comme fonctionnaire de catégorie C.
Il soutient en 2016 une thèse de doctorat sur le rôle du Sénat français, intitulée Le Sénat et sa légitimité : l’institution interprète d’un rôle constitutionnel, à l’université Paris-Sud.
Il se décrit comme un républicain de gauche[réf. nécessaire]. Il a été membre du Parti socialiste pendant deux ans quand il avait vingt ans. Il est directeur du conseil scientifique de la Fondation Res Publica, secrétaire général du Laboratoire de la République (think tank créé par Jean-Michel Blanquer), et directeur des publications de l’Institut Rousseau.

## Prix
- Lauréat du prix de la thèse du Sénat (2017) : Le Sénat et sa légitimité : l’institution interprète d’un rôle constitutionnel[6].

## Ouvrages
- Le Sénat et sa légitimité, l’institution interprète d’un rôle constitutionnel, Paris, Dalloz, coll. « Bibliothèque constitutionnelle et parlementaire », 2018.
- Les bases du droit constitutionnel, Paris, Belin, coll. « Major », 2020.
- Réveiller la démocratie (en collaboration avec Matthieu Caron et Nicolas Dufrêne), Paris, Les Éditions de l'Atelier, 2022[7].
- La France en miettes. Régionalismes, l’autre séparatisme, Paris, Le Cerf, 2023[8],[9],[10].
- Rompre avec la monocratie, 50 propositions pour changer nos institutions, Paris, Le Bord de l'eau, 2024.
- Le Parlement, temple de la République. De 1789 à nos jours, Paris, Passés composés, 2024.
- Le nouveau régime ou l'impossible parlementarisme, Paris, Passés composés, 2025.